# Laren (Gheldria)

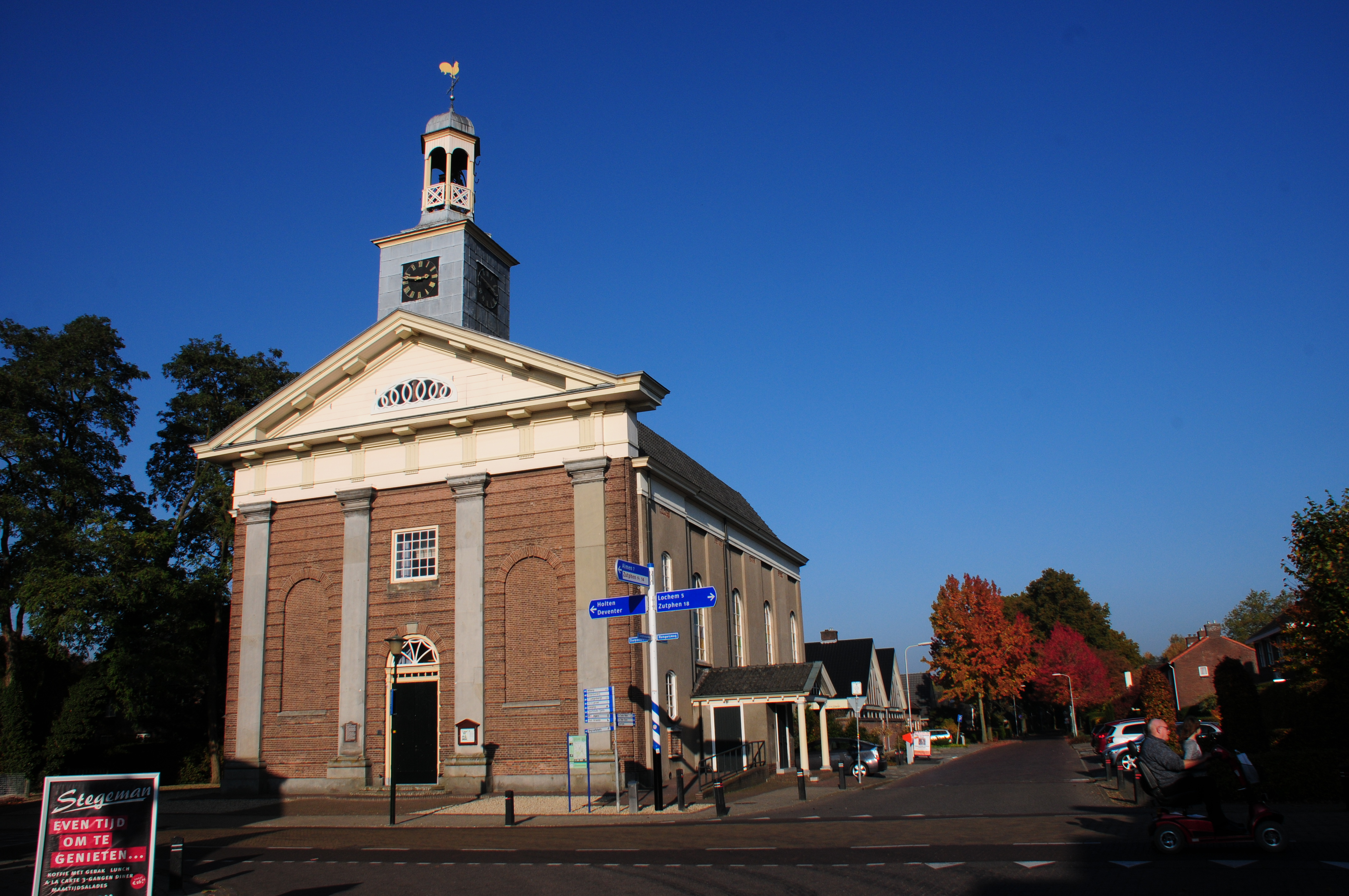
Laren: la chiesa protestante

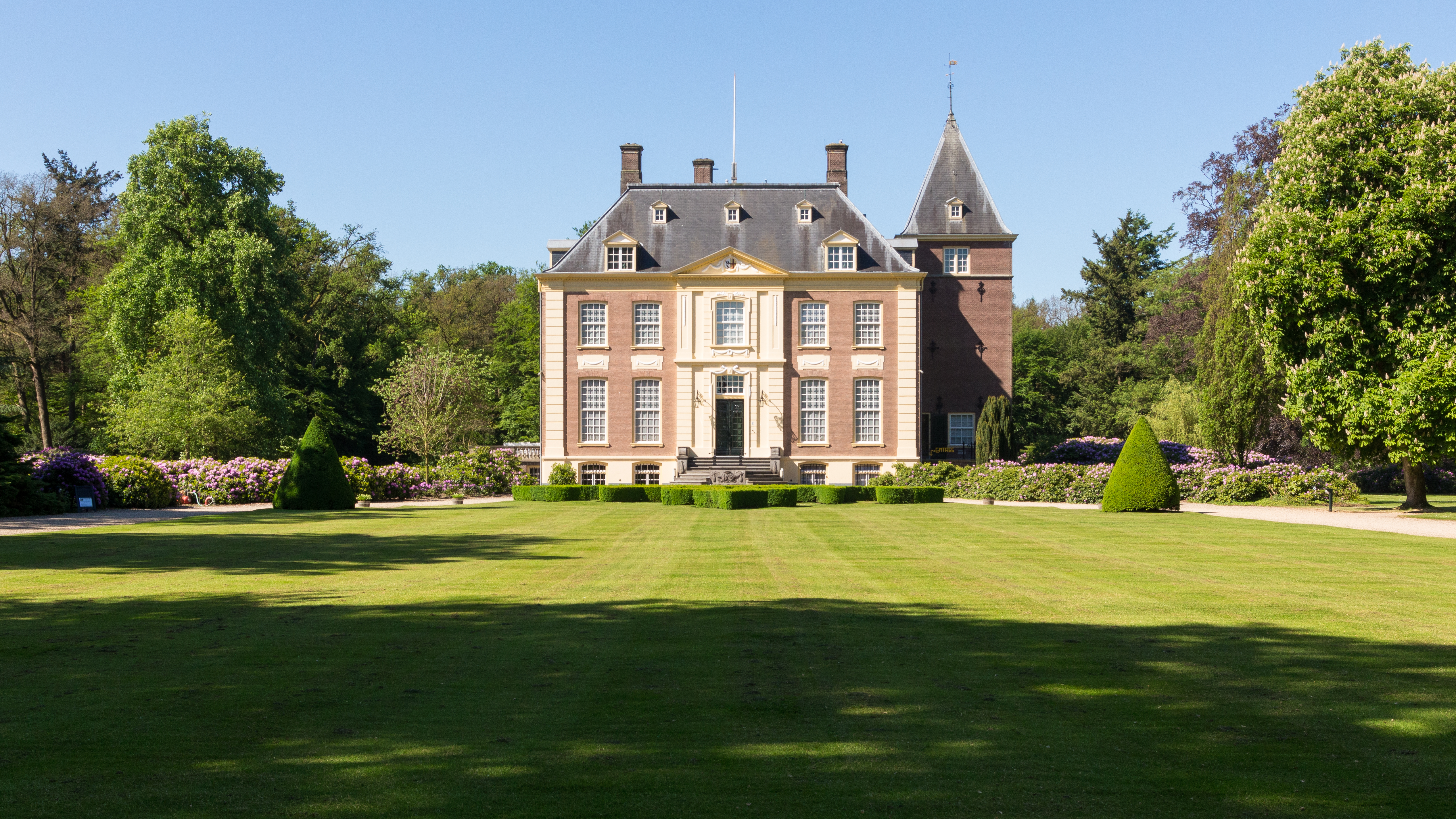
Laren: Huis Verwolde

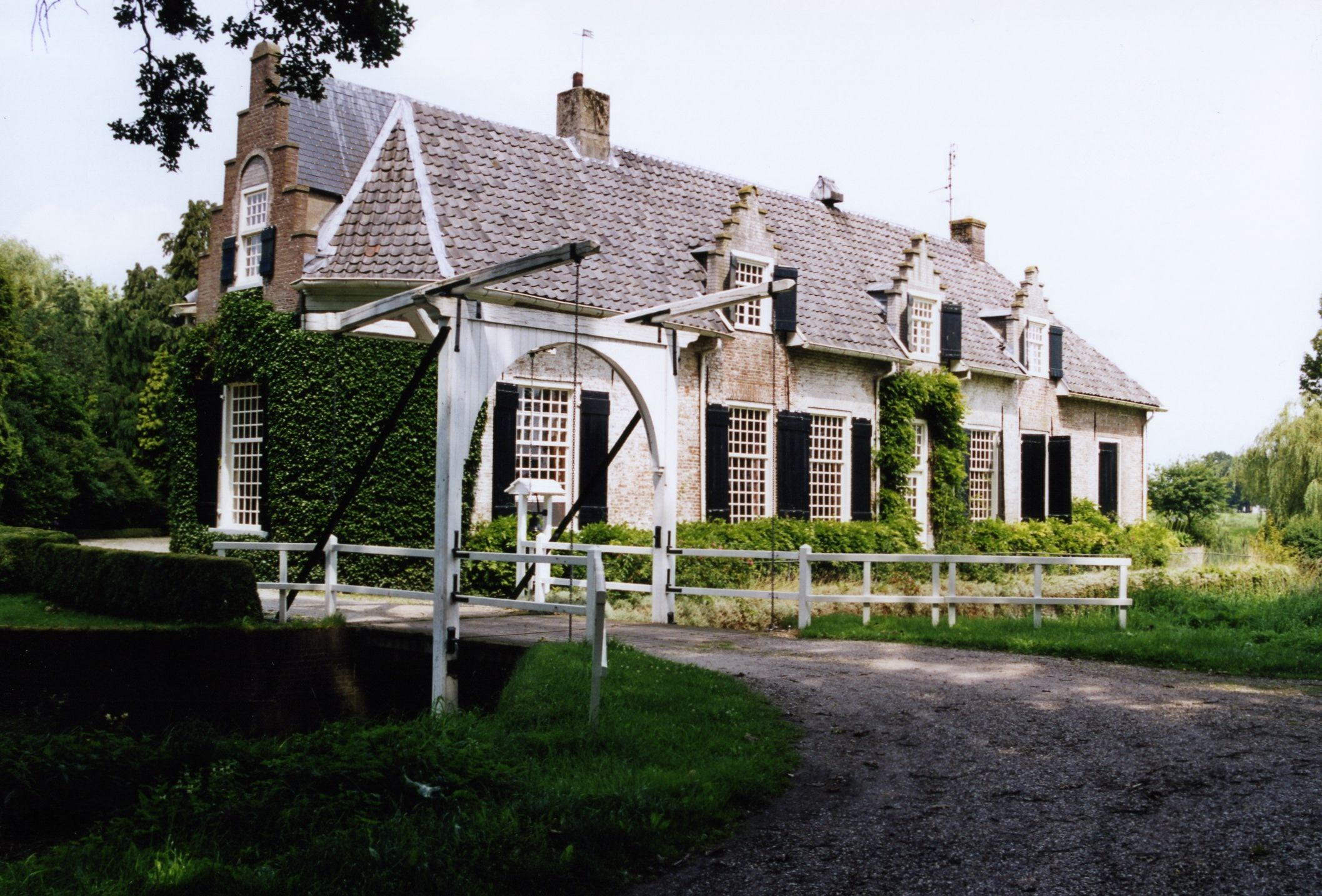
Laren: Huis De Heest

Laren è un villaggio (dorp) di circa 4 300 abitanti dell'est dei Paesi Bassi, facente parte della provincia della Gheldria (Gelderland) e situato nella regione dell'Achterhoek. Dal punto di vista amministrativo, si tratta di un ex-comune, dal 1971 accorpato alla municipalità di Lochem.

## Geografia fisica
Il villaggio di Laren è situato nella parte orientale/nord-orientale della provincia della Gheldria, a pochi chilometri dal confine con la provincia dell'Overijssel, a est/nord-est di Zutphen e a nord/nord-est di Vorden e tra le località di Gorssel e Lochem (rispettivamente a est della prima e a nord/nord-ovest della seconda). Si trova nella parte nord-orientale della municipalità di Lochem.

## Origini del nome
Il toponimo Laren, attestato in questa forma dal 1575 e precedentemente come Lare (1294-1295), Laren (1573) e successivamente anche come Laer (1587), Laen (1665) e Laar (1741), deriva dal termine laar, che indica un bosco intensamente sfruttato.

## Storia

### Dalle origini ai giorni nostri
La località venne menzionata per la prima volta nel 1294.
Nel 1854 venne inglobato nel comune di Laren il territorio della municipalità soppressa di Verwolde.

### Simboli
Nello stemma di Laren sono raffigurati un leone dorato e tre sfere dorate su sfondo blu.
Le tre sfere erano il simbolo di Verwolde, municpalità assorbita da Laren, mentre il leone era già presente nello stemma di Laren.

## Monumenti e luoghi d'interesse
Laren vanta 19 edifici classificati come rijksmonument e 27 edifici classificati come gemeentelijk monument.

### Architetture religiose

#### Chiesa protestante
Principale edificio religioso di Laren è la chiesa protestante (Protestantse Kerk o Hervormde Kerk), situata al nr. 2 della Dorpsstraat e realizzata nel 1835 su progetto dell'architetto B. van Zalingen.

### Architetture civili

#### Huis Verwolde
Altro edificio d'interesse è Huis Verwolde, una residenza signorile situata nella Jonker Emilie Laan (nel territorio dell'ex-municipalità di Verwolde) e realizzata tra il 1775 e il 1776 su progetto dell'architetto Ph. W. Schonck.

#### Huis De Heest
Altra residenza signorile di Laren è Huis De Heest, la cui forma attuale risale probabilmente al XVI secolo.

## Società

### Evoluzione demografica
Al censimento del 1º gennaio 2021, Laren contava una popolazione pari a 4 330 abitanti.
La località ha conosciuto un incremento demografico rispetto al 2020, quando contava 4 279 abitanti abitanti e al 2019, quando contava 4 220 abitanti.

## Geografia antropica

### Suddivisioni amministrative
Buurtschappen:
- Bekmansbroek / 't Veller
- Groot Dochteren
- Larense Broek
- Oolde
- De Wippert (in parte)